# Lake Cataract
Lake Cataract är en sjö i Australien. Den ligger i delstaten New South Wales, i den sydöstra delen av landet, omkring 61 kilometer sydväst om delstatshuvudstaden Sydney. 
I omgivningarna runt Lake Cataract växer i huvudsak städsegrön lövskog. Runt Lake Cataract är det tätbefolkat, med 286 invånare per kvadratkilometer. Genomsnittlig årsnederbörd är 1 288 millimeter. Den regnigaste månaden är februari, med i genomsnitt 215 mm nederbörd, och den torraste är juli, med 34 mm nederbörd.